# Mischa Bakaleinikoff
Mischa Bakaleinikoff est un compositeur américain de musiques de films, né le 10 novembre 1890 à Moscou (Russie), et mort le 10 août 1960  à Los Angeles (États-Unis).

## Filmographie
- 1930 : À la hauteur (Feet First) de Clyde Bruckman
- 1931 : Ten Cents a Dance
- 1932 : The Fighting Fool
- 1932 : Shopworn
- 1932 : The Riding Tornado
- 1932 : La Loi du coup de poing (Two-Fisted Law)
- 1932 : La Ruée (American Madness)
- 1932 : McKenna of the Mounted
- 1932 : L'Aigle blanc (White Eagle)
- 1932 : Virtue (en)
- 1932 : Forbidden Trail
- 1934 : Whirlpool
- 1934 : Rocky Rhodes
- 1934 : La Course de Broadway Bill (Broadway Bill)
- 1935 : Popular Science
- 1935 : Square Shooter
- 1935 : The Crimson Trail
- 1935 : Law Beyond the Range
- 1935 : Toute la ville en parle (The Whole Town's Talking)
- 1935 : The Revenge Rider
- 1935 : Eight Bells
- 1935 : Les Nouvelles Aventures de Tarzan
- 1935 : The Spanish Cape Mystery
- 1935 : The Sagebrush Troubadour (en)
- 1935 : The Calling of Dan Matthews
- 1936 : Popular Science
- 1936 : The Man Who Lived Twice (it)
- 1936 : North of Nome (en) de William Nigh
- 1938 : Tarzan et la déesse verte (Tarzan and the Green Goddess)
- 1938 : Vous ne l'emporterez pas avec vous (You Can't Take It with You)
- 1938 : Crime Takes a Holiday
- 1938 : Zorro l'homme-araignée (The Spider's Web)
- 1941 : The Devil Commands
- 1942 : Pardon My Gun de William Berke
- 1943 : Crime Doctor
- 1943 : La Musique en folie (Around the World) d'Allan Dwan
- 1944 : U-Boat Prisoner
- 1944 : Soul of a Monster
- 1944 : La Fille du loup-garou (Cry of the Werewolf)
- 1944 : Le Juré disparu (The Missing Juror) de Oscar Boetticher Jr.
- 1944 : The Unwritten Code
- 1944 : Sergeant Mike
- 1945 : I Love a Mystery
- 1945 : Leave It to Blondie
- 1945 : Fuite dans la brume (Escape in the Fog) de Oscar Boetticher Jr.
- 1945 : Boston Blackie Booked on Suspicion
- 1945 : Blazing the Western Trail (en)
- 1945 : Life with Blondie
- 1945 : Le Calvaire de Julia Ross (My Name Is Julia Ross) de Joseph H. Lewis
- 1946 : Just Before Dawn
- 1946 : Throw a Saddle on a Star
- 1946 : The Phantom Thief
- 1946 : The Desert Horseman (it)
- 1946 : Boston Blackie and the Law (en)
- 1947 : Blondie's Big Moment
- 1947 : The Lone Wolf in Mexico (en)
- 1947 : West of Dodge City (it)
- 1947 : Blondie's Holiday
- 1947 : Sport of Kings
- 1947 : Le Dernier des peaux-rouges (Last of the Redmen)
- 1947 : Son of Rusty
- 1947 : Smoky River Serenade
- 1947 : Blondie in the Dough
- 1947 : The Last Round-up (en) de John English
- 1947 : Devil Ship
- 1948 : Superman
- 1948 : Best Man Wins (en)
- 1948 : The Strawberry Roan (en)
- 1948 : The Gentleman from Nowhere
- 1948 : Singin' Spurs
- 1948 : Rusty Leads the Way
- 1949 : The Big Sombrero (en)
- 1949 : Boston Blackie's Chinese Venture
- 1949 : Manhattan Angel
- 1949 : The Lost Tribe
- 1949 : Cinq Millions dans une poubelle (Mr. Soft Touch) de Gordon Douglas et Henry Levin
- 1949 : South of Death Valley (it)
- 1949 : The Devil's Henchman
- 1950 : The Palomino
- 1950 : Beware of Blondie
- 1950 : Jean Lafitte, dernier des corsaires (Last of the Buccaneers)
- 1950 : Captive Girl
- 1950 : Beyond the Purple Hills (en) de John English
- 1950 : Atom Man vs. Superman
- 1950 : Streets of Ghost Town (it)
- 1950 : Rookie Fireman
- 1950 : Indian Territory (en) de John English
- 1950 : He's a Cockeyed Wonder
- 1951 : Gene Autry and The Mounties (en) de John English
- 1951 : La Hache de la vengeance (When the Redskins Rode) de Lew Landers
- 1951 : Bonanza Town (it)
- 1951 : Cyclone Fury (it)
- 1951 : J'accuse cet homme (en) (Criminal Lawyer) de Seymour Friedman
- 1951 : The Hills of Utah (it)
- 1951 : Valley of Fire
- 1952 : The Old West
- 1952 : The Hawk of Wild River
- 1952 : Jungle Jim in the Forbidden Land
- 1952 : Night Stage to Galveston
- 1952 : King of the Congo
- 1952 : La levée des Tomahawks (en) (Brave Warrior) de Spencer Gordon Bennet
- 1952 : Cripple Creek (en)
- 1952 : Le Faucon d'or (The Golden Hawk) de Sidney Salkow
- 1952 : Barbed Wire (en)
- 1952 : Voodoo Tiger
- 1953 : Target Hong Kong
- 1953 : Le Roi pirate (Prince of Pirates) de Sidney Salkow
- 1953 : Le Serpent du Nil (Serpent of the Nile)
- 1953 : The 49th Man (en) de Fred F. Sears
- 1953 : Siren of Bagdad
- 1953 : Valley of Head Hunters
- 1953 : Spooks (en)
- 1953 : Saginaw Trail (it)
- 1953 : Prisoners of the Casbah (en)
- 1953 : Killer Ape
- 1954 : La Bataille de Rogue River (The Battle of Rogue River) de William Castle
- 1954 : Jesse James vs. the Daltons
- 1954 : Drums of Tahiti
- 1954 : The Iron Glove
- 1954 : Massacre Canyon (en)
- 1954 : The Miami Story
- 1954 : The Saracen Blade
- 1954 : Jungle Man-Eaters
- 1954 : The Outlaw Stallion
- 1954 : The Black Dakotas (en)
- 1954 : Cannibal Attack
- 1954 : La Terreur des sans-loi (en) (Masterson of Kansas) de William Castle
- 1954 : The Bamboo Prison
- 1955 : Pirates of Tripoli
- 1955 : Sur les docks (New Orleans Uncensored) de William Castle
- 1955 : Cell 2455 Death Row
- 1955 : Jungle Moon Men
- 1955 : Seminole Uprising
- 1955 : Le monstre vient de la mer (It Came from Beneath the Sea)
- 1955 : Le Tueur au cerveau atomique (Creature with the Atom Brain)
- 1955 : Apache Ambush
- 1955 : The Gun That Won the West (en)
- 1955 : Duel on the Mississippi (it)
- 1955 : Teen-Age Crime Wave (en)
- 1955 : Piège double (The Crooked Web)
- 1956 : La Mission du capitaine Benson (7th Cavalry)
- 1956 : Inside Detroit
- 1956 : The Houston Story (en)
- 1956 : Battle Stations
- 1956 : Uranium Boom
- 1956 : Blackjack Ketchum, Desperado
- 1956 : Over-Exposed
- 1956 : Secret of Treasure Mountain
- 1956 : The Werewolf (en)
- 1956 : Les soucoupes volantes attaquent (Earth vs. the Flying Saucers)
- 1956 : Meurtres à Miami (directeur musical)
- 1956 : The White Squaw
- 1956 : Reprisal!
- 1957 : Zombies of Mora Tau
- 1957 : The Phantom Stagecoach
- 1957 : The Guns of Fort Petticoat
- 1957 : Hellcats of the Navy
- 1957 : The Giant Claw
- 1957 : À des millions de kilomètres de la Terre (20 Million Miles to Earth)
- 1957 : Jeanne Eagels
- 1957 : No Time to Be Young
- 1957 : The Tijuana Story
- 1957 : Domino Kid
- 1957 : Le vengeur agit au crépuscule (Decision at Sundown)
- 1958 : The World Was His Jury
- 1958 : Return to Warbow
- 1958 : Dans les griffes du gang (The True Story of Lynn Stuart)
- 1958 : Crash Landing
- 1958 : The Lineup
- 1958 : Le Ballet du désir (Screaming Mimi) de Gerd Oswald
- 1958 : The Case Against Brooklyn
- 1958 : Apache Territory (en)
- 1959 : Objectif, Vénus (Have Rocket, Will Travel)
- 1959 : The Flying Fontaines
- 1960 : Comanche Station
- 1960 : Stop! Look! and Laugh!
- 1960 : The Enemy General